# Abecadło (Czesław Miłosz)
Abecadło – zbiór notatek i szkiców literackich Czesława Miłosza wydany przez Wydawnictwo Literackie w Krakowie  w 2001 r.
Część pierwsza „alfabetu wspomnień Czesława Miłosza” (tak brzmiał tytuł roboczy),  zatytułowana Abecadło Miłosza, zawierająca szkice powstałe w latach 1996–1997, ukazała się w 1997 r. Jej kontynuacja pt.  Inne abecadło, obejmująca szkice z lat 1997–1998, wydana została w 1998 r. Oba tomy opublikowało Wydawnictwo Literackie.
Scalone Abecadło, wydane po raz pierwszy w 2001 r., zawiera łącznie 199 haseł  –  od A (A przecie... niemało się napodróżowałem) do  Z (Znikanie ludzi i rzeczy). Nie jest to typowy alfabet wspomnień. Autor w syntetycznych notach ukazuje nie tylko konkretnych ludzi, ale odnotowuje także zdarzenia historyczne, historyjki i anegdoty o miejscach i ludziach, zjawiska i pojęcia abstrakcyjne (np. ambicja, bluźnierstwo, cudowność, głupota Zachodu itp.). Autor postanowił usunąć ze zbioru hasło Niedokładność.
Poeta wspomina m.in. takie postacie jak: Ludwik Abramowicz, Zofia Abramowiczówna, Krzysztof Baczyński, Honoré de Balzac, Charles Baudelaire, Simone de Beauvoir, Antoni Bohdziewicz, Jerzy Borejsza, Stanisław Brzozowski, Irena Byrska, Albert Camus, Maria Dąbrowska, Fiodor Dostojewski, Kathryn Feuer, Konstanty Jeleński, Juozas Kekstas, Stefan Kisielewski, Arthur Koestler, Manfred Kridl, Jan Lechoń, Jacques Maritain, Mary McCarthy, Zofia Nałkowska, Kenneth Rexroth, Elżbieta Szemplińska, Francis Whitfield, Tomasz Zan.
„Abecadło jest zamiast powieści, czy też czymś na pograniczu powieści, zgodnie z moim stałym poszukiwaniem »formy bardziej pojemnej«” – napisał Miłosz w przypisie po latach.

## Wydania polskie
- Abecadło Miłosza, Kraków: Wydawnictwo Literackie, 1997, 1998
- Inne abecadło, Kraków: Wydawnictwo Literackie, 1998
- Abecadło, Kraków: Wydawnictwo Literackie, 2001, 2002, 2010

## Przekłady na języki obce
- Milosz’s ABC’s, New York: Farrar, Straus and Giroux, 2001, 2002
- Mein ABC, Monachium/Wiedeń: Carl Hanser Verlag, 2002
- Abecedario. Diccionario de una vida, Madrid: Turner 2003; México: Fondo de Cultura Económica, 2003
- L'Abécédaire, Paryż: Fayard, 2004
- Czesław Miloszova abeceda, Praha/Litomyšl: Paseka, 2005
- Abetka, Harkìv: Treant, 2010 (ukr.)
- Miłoszi ABC, Tartu: Hendrik Lindepuu Kirjastus, 2011 (est.)
- Abėcėlė, Vilnius: Aidai, 2012

## Recenzje
- Baran Józef, Wywoływanie duchów, „Sycyna 1997, nr 16, s. 15.
- Biedrzycki Krzysztof, Budujące, lektury, „Znak 1997, nr 12, s. 114–119.
- Czachowska Agnieszka, Pomiędzy introspekcją a świadectwem, „PAL Przegląd Artystyczno-Literacki” 1998, nr 3, s. 129–131.
- Dziadek Adam, Jak czytać Miłosza?, „Śląsk 1997, nr 11, s. 75.
- Faron Bolesław, Refleksje i diagnozy dwojga humanistów, „Nowa Polszczyzna 1997, nr 5, s. 59–60.
- Faron Bolesław, „Ruch Literacki 1997, z. 6, s. 934–935.
- Fiut Aleksander, Egzystencjalne abecadło (O nowej książce Czesława Miłosza), „Plus Minus” 1997, nr 23, s. 18.
- Fiut Aleksander, Nie-świętych obcowanie, „Plus Minus” 1998, nr 24, s. 14.
- Getman Michał, Miłoszowe Abecadło, „Dziennik Polski i Dziennik Żołnierza” (The Polish Daily and Soldiers Daily) 1999, nr 120, s. 5.
- Gondowicz Jan, Kopiec Miłosza, „Tygodnik Powszechny” 1997, nr 30, s. 12.
- Górnicka-Boratyńska Aneta, Wyspy Miłosza, „Res Publica Nowa” 1997, nr 9, s. 71–72.
- Jastrun Tomasz, Ciemna słodycz kobiecego ciała, „Twój Styl” 1998, nr 4, s. 155–156.
- Kazimierczyk Barbara, Abecadło Miłosza, „Wiadomości Kulturalne” 1997, nr 28, s. 20.
- Kott Jan, Czesława Miłosza archipelag pamięci, „Tygodnik Powszechny” 1997, nr 33, s. 16.
- Lektor (Tomasz Fiałkowski), Proza, „Tygodnik Powszechny” 1997, nr 25, s. 13
- Lewandowski Tadeusz, Dwie nowe książki Miłosza. Two new Miłosz books, „Polish Culture” 1998, nr 4, s. 14.
- Piasecki Marcin, Siła pamięci,  „Gazeta Wyborcza” 1997, nr 112, s. 15.
- Pokorna Beata, Kompendium wiedzy? (Czesław Miłosz: „Inne abecadło”), „Aleje 3” 1999, nr 19, s. 8–10.
- Sadecki Jerzy, Bez wieńca i płaszcza (Czesław Miłosz w Wydawnictwie Literackim),   „Rzeczpospolita” 1997, nr 141, s. 30.
- Sawicka Elżbieta, Kaprysy według alfabetu, „Przegląd Polski (Polish Review)” 1997, nr z 10 VI, I s. 4.
- Sterna-Wachowiak Sergiusz, Towarzysze i majtkowie argonauty, „Nowe Książki” 1998, nr 10, s. 37–38.
- Suska Dariusz, Pogodne dziady, „Życie” 1997, nr 109, s. 9.
- Tatarkiewicz Anna, Miłosz złośliwy, „Polityka” 1997, nr 35, s. 40.
- Wilengowska Kaja, Miłosz-scenarzysta, „Portret” 1997, nr 5, s. 52–53.
- Zarzycka Justyna, Abecadło pamięci, „Przekrój” 1998. nr 39. s. 38
- Zawada Andrzej, Przywiązanie do proporcji i miary, „Nowe Książki” 1997, nr 8, s. 10–11.
- Zaworska Helena, Ludzie przydrożni, „Książki. Gazeta” 1998, nr 5, s. 4–5.
- Zyman Edward, Dystans jest duszą piękna, „Przegląd Polski (Polish Review)” 1998, nr z 21 VIII, s. 5.